# L'incanto del lotto 49
L'incanto del lotto 49 è il secondo e più breve romanzo dello scrittore statunitense Thomas Pynchon, uscito negli Stati Uniti nel 1966 con il titolo The Crying of Lot 49.
Il titolo si riferisce alla vendita all'asta di una collezione filatelica, parte dell'eredità del miliardario californiano Pierce Inverarity, che dovrebbe far luce sulla possibile esistenza di un complotto a livello internazionale ai danni del sistema postale.

## Trama
Kinneret-tra-i-pini, California, primi anni sessanta. Un pomeriggio d'estate Oedipa Maas riceve una lettera che le comunica che il suo ex Pierce Inverarity è morto nominandola esecutrice testamentaria. Oedipa lascia a casa il marito "Mucho" Maas, disc jockey in una radio locale, e raggiunge San Narciso nella California meridionale, dove viene contattata dal co-esecutore, un giovane avvocato di nome Metzger. In un goffo tentativo di seduzione, Metzger le rivela che da bambino ha recitato in alcuni film: per caso ne stanno trasmettendo uno alla televisione. Complice l'alcol, l'avvocato riesce a convincerla a giocare a "Botticelli strip": lei potrà fargli alcune domande sul film, ma per ognuna di esse Oedipa dovrà levarsi un indumento.
Il giorno successivo, dopo che Metzger si è più o meno installato nell'appartamento di Oedipa in un residence chiamato Corte degli Echi, i due iniziano l'inventario Inverarity a partire dalla Yoyodine, azienda di elettronica avanzata. Nel bar aziendale della Yoyodine incontrano Mike Fallopian, strano individuo che racconta la storia di Peter Pinguid, commodoro confederato che sostenne il primo scontro della storia americana contro la Marina russa; nei gabinetti del bar, Oedipa scopre un disegno che sembra una tromba con la sordina.
Nei dintorni di San Narciso c'è il Lago Inverarity, altra proprietà del defunto. Accompagnati da alcuni ragazzi che hanno conosciuto al residence, Oedipa e Metzger si imbattono in Manny Di Presso, altro avvocato-attore, che racconta loro la storia dei marines del lago Patria: nel 1943 una compagnia di soldati USA fu assediata dai tedeschi sulle rive di un lago a metà strada tra Napoli e Roma e completamente sterminata; Inverarity acquistò per trasformarle in carbone le ossa dei marines tramite una delle sue ditte di import-export. La fidanzata di uno dei quattro ragazzi dice che questa storia le ricorda una "tragedia giacobiana della vendetta", uno spettacolo visto di recente intitolato La tragedia del corriere. Oedipa si fa accompagnare a teatro da Metzger: l'autore de La tragedia del corriere è uno scrittore inglese del Seicento, Wharfinger. La storia è una truce trama di incesti, tradimenti e rivolte in un immaginario Stato rinascimentale italiano. Durante una scena misteriosi assassini vestiti di nero sterminano completamente la Guardia a cavallo del principe sulle rive di un lago e le loro ossa vengono ridotte in cenere. Un personaggio della tragedia fa allusione ad un'entità chiamata Tristero. Colpita da questo nome, Oedipa visita il regista nel suo camerino, che le rivela di aver tratto il testo da un libro intitolato Tragedie giacobite della vendetta acquistato in una libreria dell'usato.
Durante un'assemblea di azionisti Yoyodine, Oedipa entra per caso nell'ufficio di un impiegato di nome Stanley Koteks e lo sorprende a disegnare il simbolo del corno con la sordina; l'uomo le parla dell'invenzione di un suo conoscente, John Nephastis, una macchina che infrange la seconda legge della termodinamica grazie all'azione di un Diavoletto di Maxwell. Si lascia scappare di bocca un'allusione a qualcosa chiamato WASTE. Oedipa visita il librario antiquario dove trova una copia delle Tragedie giacobite della vendetta su cui non è presente l'allusione a Tristero.
Oedipa incontra per caso, in una casa di riposo di proprietà di Inverarity, il signor Thoth, che le racconta delle vicende di suo nonno che combatteva contro gli indiani nel XIX secolo a protezione delle diligenze postali. A testimonianza di questi episodi, le mostra un anello d'oro tolto al dito di uno di questi, al cui interno è riportato il simbolo del corno postale con sordina.
Successivamente Genghis Cohen, l'esperto di filatelia che valuta la collezione del defunto, mostra a Oedipa una serie di francobolli contraffatti. Ulteriori indizi sembrano indicare che da oltre cento anni è attivo negli Stati Uniti un servizio postale "alternativo" al monopolio di stato, che dopo avere sfidato militarmente la riforma postale del secolo scorso, ora ha preso il nome WASTE.
Ossessionata, Oedipa si reca a Berkeley per trovare John Nephastis e vedere se è in grado di azionare il diavoletto di Maxwell. Scopre che anche Nephastis fa uso del sistema postale WASTE.
In un bar di Berkeley Oedipa fa conoscenza con un uomo che porta al bavero una spilla con il corno da postiglione. Le racconta che si tratta del simbolo dell'A.I., anonima innamorati, associazione che si occupa della "disintossicazione" di coloro che stanno per innamorarsi e ne narra le origini. Oedipa deduce che lo stesso simbolo è utilizzato per due organizzazioni diverse.
Bortz, un docente universitario a cui Oedipa si era rivolta, le fornisce un testo che spiega che WASTE è nato in Europa per combattere il monopolio postale dei Thurn und Taxis, i corrieri dei principi, e solo verso il 1850 si è trasferito in America. Oedipa ha l'impressione di essere caduta nella rete di un'enorme cospirazione: Fallopian le rivela che il significato di WASTE è "We await silent Tristero's empire" (siamo in attesa del silenzioso impero di Tristero), e le chiede se abbia già sospettato che i personaggi conosciuti durante l'inventario siano sul libro paga di Inverarity, al quale pure appartenevano il teatro e la libreria antiquaria.
Oedipa vede ovunque corni da postiglione, cassette della posta di WASTE, indizi dell'esistenza di un complotto immenso in cui la gente affida al servizio postale di Stato le comunicazioni poco importanti, e si serve di quello alternativo per i segreti. Il regista de La tragedia del corriere si suicida. Il marito di Oedipa, "Mucho" Maas, sviluppa una dipendenza da LSD. Metzger fugge a Las Vegas per sposarsi con una ragazzina. Il suo psichiatra si mette a sparare dalla finestra dello studio in preda ad un delirio paranoide. Lo studio legale che sostituisce Metzger le rivela che metterà all'asta una partita di francobolli abilmente falsificati appartenenti al Pierce Inverarity, ai quali sembra molto interessato un misterioso acquirente. Oedipa sospetta sia un emissario di WASTE intenzionato a fare sparire prove del vasto complotto, e si reca all'asta dove la collezione sarà bandita con il n. di lotto 49.

## Personaggi
- Oedipa Maas, casalinga californiana di 28 anni, è la protagonista. Diventata esecutrice testamentaria di un suo ex-fidanzato, inizia a scoprire degli indizi che suggeriscono l'esistenza di quella che potrebbe essere una congiura a livello mondiale. Oedipa sembra facilmente suggestionabile. In realtà è solo apparentemente passiva: l'autore si serve di lei come punto di vista per favorire l'immedesimazione del lettore e aumentare l'effetto paranoico del colossale complotto di Tristero. In un romanzo profondamente postmoderno, Oedipa Maas è una protagonista profondamente moderna.
- Metzger, che da bambino ha recitato in qualche film con lo pseudonimo di Baby Igor, è l'avvocato assegnato dallo studio in cui lavora per aiutare Oedipa nella mansione di esecutrice testamentaria e con cui avrà una relazione.
- Wendell "Mucho" Maas, marito di Oedipa, è un dj alla radio KCUF. Il suo nome si pronuncia come "mucho más", che in spagnolo significa "molto di più".
- Pierce Inverarity, un ricco imprenditore i cui investimenti spaziano in settori diversi, la cui morte all'inizio del romanzo innesca la vicenda perché ha nominato esecutore un'ex fidanzata. Ovunque Oedipa si rechi nel suo sopralluogo attraverso la California, ogni cosa sembra essere appartenuta a Inverarity: "San Narciso non aveva confini. Nessuno aveva scoperto il modo di tracciarli. Oedipa si era dedicata, settimane e settimane fa, a dare un senso al lascito di Inverarity e mai aveva sospettato che quell'eredità si chiamava America".[1]

## Critica
La rivista Time include L'incanto del lotto 49 fra i 100 migliori romanzi di lingua inglese. La critica ha interpretato il romanzo sia come un modello esemplare di postmoderno che come una parodia del postmoderno stesso. Come sempre accade con la narrativa di Thomas Pynchon, la trama labirintica offre miriadi di riferimenti culturali, la cui comprensione permette una lettura molto più soddisfacente. A causa dell'ambiguità della trama, il cui finale resta aperto, molti critici hanno ipotizzato che Pynchon si faccia semplicemente beffe del lettore, stuzzicandone la curiosità con accenni e segreti e misteri, per lasciarlo infine disorientato e perplesso come Oedipa.
L'autore costruisce una teoria letteraria, la minuziosa esibizione di una paranoia e al tempo stesso la sua messa in dubbio. E una volta che il dubbio si è insinuato, ci porta alla soglia di una spiegazione, ci suggerisce che forse è possibile arrivare a una qualche certezza, salvo arrestare la narrazione un attimo prima della soluzione.
Altri hanno sospettato che il romanzo sia in realtà una riflessione sulla comunicazione (il fatto che Metzger sia stato attore prima di fare l'avvocato, che "Mucho" Maas sia un DJ radiofonico, e altre curiose coincidenze corroborano questa tesi), nella quale Pynchon s'interroga sui meccanismi che ci consentono di inviarci messaggi (ché questo fa la posta in effetti).
È interessante il punto di vista dei contemporanei: negli anni sessanta ci fu chi descrisse il romanzo come "un thriller meta-psichico nella forma di un fumetto pornografico". Il New York Times vide nello stile di Pynchon un tentativo di satira moderna, o post-moderna, alla maniera di Herman Melville, Joseph Conrad o James Joyce.
La vicenda può essere evidentemente interpretata non soltanto come storia autoreferenziale, cioè come letteratura che parla di letteratura (metaromanzo). Non deve sfuggire il fatto che il libro esce nel 1966, solo tre anni dopo l'assassinio del presidente John F. Kennedy: l'Incanto potrebbe alludere ai misteri irrisolti della storia americana.
Comunque lo si legga, il romanzo è un libro-culto del postmoderno, e in quest'ottica si inquadra anche la lettura femminista di Susan Wolf, per la quale l'attacco e la condanna alla American Mail (il sistema postale americano) sono anche un attacco all'American Male (il maschio americano): Oedipa Maas è l'unico personaggio positivo, un Edipo in forza del proprio nome che stravolge in chiave postmoderna il mito greco.

## Studi critici
- Avolio, Carlo, "'Shall I project a world?' Thomas Pynchon e la poetica della paranoia", in "estetica. studi e ricerche" n. 2/2011, DOI 10.4434/ESR.20396635.022011.09.